# Epectris aenobarbus
Epectris aenobarbus (лат.) — вид аранеоморфных пауков из семейства Oonopidae. Эндемик Бутана. Согласно ревизии, проведённой Норманом Платником и Надин Дюперре в 2009 году, отнесение этого вида к роду Epectris ошибочно.